# Малые Козлы (Калужская область)
Ма́лые Козлы — деревня в Перемышльском районе Калужской области, в составе муниципального образования Сельское поселение «Деревня Большие Козлы».

## География
Расположена в трёх километрах от федеральной автотрассы Р-132 «Золотое кольцо», в 35 километрах на северо-запад от районного центра — села Перемышль и в семи километрах на юг от областного центра — города Калуги. Рядом деревни Еловка и Большие Козлы.

## Население
| 2002 | 2010 |
| ---- | ---- |
| 20   | ↗32  |

## Этимология
Согласно легенде здесь ранее заготавливали лес, который распиливали на «козлах».

## История
В середине XIX века был известен хутор Козлы, располагавшийся рядом с Одоевским трактом где продавали древесину.
В «Списке населённых мест Калужской губернии» упоминается деревня Малые козлы Покровской волости Калужского уезда Калужской губернии. В 1913 году население — 84 человека.
В годы Великой Отечественной войны деревня была оккупирована войсками Нацистской Германии с 11 октября по 21 декабря 1941 года. Освобождена в ходе Калужской наступательной операции частями 50-й армии генерал-лейтенанта И. В. Болдина.
После войны был образован колхоз «имени Маяковского» с правлением в д. Большие Козлы.